# Stenungsund (stacja kolejowa)
Stenungsund (szwedzki: Stenungsunds station) – stacja kolejowa w Stenungsund, w regionie Västra Götaland, w Szwecji. Stacja została otwarta w 1907 roku. Na stacji zatrzymują się pociągi regionalne (Bohuståget), które kursują między Göteborgiem i Uddevalla C i Strömstad. Podróż do głównego dworca w Göteborgu trwa 39 minut i 33 minut do Uddevalla. To idzie do dwóch pociągów na godzinę do Göteborga i godziny do Uddevalli. 
Nowa linia kolej ma zostać wybudowana ze Stenungsund poprzez Göteborg do lotniska Landvetter w związku z Västlänken i nowym pasem startowym na lotnisku, ale nie będą one gotowe do około 2025 roku.

## Linie kolejowe
- Bohusbanan